# 1780.
1780. je deveto desetletje v 18. stoletju med letoma 1780 in 1789. 